# Аллен-стрит (Манхэттен)
А́ллен-стрит (англ. Allen street) — улица в нижнем Манхэттене.

## Описание
Аллен-стрит проходит через Чайнатаун и нижний Ист-Сайд. На севере Аллен-стрит ограничена улицей Хаустон-стрит и переходит в Первую авеню, на юге — улицей Дивижен-стрит и переходит, соответственно, в Пайк-стрит. Центральная разделительная полоса улицы является пешеходной. К ней прилегают велосипедные дорожки. Улицу принято считать восточной границей Чайнатауна. Аллен-стрит пересекается следующими улицами (в направлении юг→север):
- Хестер-стрит;
- Гранд-стрит;
- Брум-стрит;
- Деланси-стрит;
- Ривингтон-стрит;
- Стэнтон-стрит.

Параллельно Аллен-стрит идут улицы Орчард-стрит (на востоке) и Элдридж-стрит (на западе).

## История
Улица получила своё нынешнее название в честь американского капитана Уильяма Генри Аллена, участвовавшего в англо-американской войне. Среди заслуг Аллена — захват британского фрегата HMS Macedonian. 14 августа 1813 года в очередной схватке вражеское ядро отняло у капитана ногу. На следующий день Аллен в возрасте 29 лет скончался.
До начала XIX века улица носила название Честер-стрит. После того как на ней в 1806 году был построен приют (англ. asylum) для сирот, она получила название Эсайлум-стрит. В 1833 году улица получила название 3-я улица, а затем — Аллен-стрит. В начале XX века улица начала активно заселяться евреями из Румынии, а также сефардами из Турции, Сирии, Египта и Греции. Многие из них работали в латунных и медных сварочных цехах на цокольных этажах и торговали своими товарами в уличных магазинчиках. В сентябре 1903 года под надземной железной дорогой на пересечении Аллен- и Ривингтон-стрит произошла перестрелка между бандами Файв-Пойнтс и Монк-Истмен. Число участвовавших в перестрелке достигало ста человек. В её результате погибло три человека и было ранено несколько случайных прохожих. В марте 1905 в семиэтажном кирпичном доме № 105 произошёл крупный пожар. Он унёс жизни тридцати человек. Мэр Нью-Йорка Джордж Макклеллан взял расследование пожара под собственный контроль. В 1932 году улица была расширена в три раза. Для этого пришлось снести несколько домов на её восточной стороне. Расширение улицы позволило сделать центральную разделительную полосу пешеходной. До разбора в 1942 году над улицей проходила линия надземной железной дороги. К концу 1970-х годов на улице осталось лишь два магазина, специализирующихся на продаже латунных поделок. В 1979 году журнал New York Magazine охарактеризовал Аллен-стрит как «праздное место, отдалённое от суеты Гранд-стрит и Бауэри».

## Транспорт
В 1878 году по всей длине Аллен-стрит была проложена эстакадная железная дорога. Уличные тротуары, расположенные под ней, стали впоследствии злачным местом для местных проституток. В 1942 году дорога была разобрана. Ближайшими станциями метро к улице являются Grand Street и Delancey Street — Essex Street. На улице действует автобусное сообщение.